# Фујзнем џигили
Фујзнем џигили је студијски албум који су 2009. издали Ајс Нигрутин и Бвана. Назив албума у сленгу значи „попушим марихуану“, а назив је добио по томе што у песмама преовлађују теме о марихуани и њеним дејствима на људску психу на крајње комичан начин. На албуму гостују Лућано Хејтер, Скај Виклер, Нојз из групе Ху си и Гидра из групе Баук Сквад.

## Песме
На албуму се налазе следеће песме:
1. Интро
2. THC мед
3. Бољи него црње
4. Радио Џиџосаурус (скит)
5. Магла
6. Паризер у пакли (са Лућано Хатером)
7. У Г (са Скај Виклером и Гидром)
8. Нај сасвим
9. Репују о трава
10. Џугањ џугањ џугањ
11. Ко кашље тај и вари
12. Џеф и Ричард
13. 200 кила вутре (са Нојзом)
14. Изгорели тиганј (са Лућано Хатером)
15. Стонд параноја
16. Пакет стари
17. Дилерси
18. ______ (са Москријем (2003))
19. То се не би десило